# Liste der Bodendenkmäler in Wilhelmsthal
Auf dieser Seite sind die Bodendenkmäler in der oberfränkischen Gemeinde Wilhelmsthal zusammengestellt. Diese Tabelle ist eine Teilliste der Liste der Bodendenkmäler in Bayern. Grundlage ist die Bayerische Denkmalliste, die auf Basis des Bayerischen Denkmalschutzgesetzes vom 1. Oktober 1973 erstmals erstellt wurde und seither durch das Bayerische Landesamt für Denkmalpflege geführt wird. Die folgenden Angaben ersetzen nicht die rechtsverbindliche Auskunft der Denkmalschutzbehörde.

## Bodendenkmäler der Gemeinde Wilhelmsthal

### Bodendenkmäler in der Gemarkung Effelter
| Lage                | Objekt | Akten-Nr.     | Bild |
| ------------------- | --- | ------------- | ---- |
| Effelter (Standort) | Archäologische Befunde im Bereich der Katholischen Filialkirche St. Peter und Paul des späten Mittelalters mit Kirchhof. Siehe auch: St. Peter und Paul (Effelter) | D-4-5634-0011 |      |

### Bodendenkmäler in der Gemarkung Friesen
| Lage               | Objekt                              | Akten-Nr.     | Bild |
| ------------------ | ----------------------------------- | ------------- | ---- |
| Friesen (Standort) | Freilandstation des Paläolithikums. | D-4-5734-0034 |      |

### Bodendenkmäler in der Gemarkung Hesselbach
| Lage                  | Objekt                                                                                   | Akten-Nr.     | Bild |
| --------------------- | ---------------------------------------------------------------------------------------- | ------------- | ---- |
| Hesselbach (Standort) | Befunde des Mittelalters und der frühen Neuzeit im Bereich eines abgegangenen Schlosses. | D-4-5634-0048 |      |

### Bodendenkmäler in der Gemarkung Lahm
| Lage            | Objekt | Akten-Nr.     | Bild |
| --------------- | --- | ------------- | ---- |
| Lahm (Standort) | Vorgängerbau sowie Befunde des Mittelalters und der frühen Neuzeit im Bereich der katholischen Pfarrkirche St. Aegidius von Lahm. | D-4-5634-0051 |      |

### Bodendenkmäler in der Gemarkung Steinberg
| Lage                 | Objekt | Akten-Nr.     | Bild |
| -------------------- | --- | ------------- | ---- |
| Steinberg (Standort) | Mittelalterlicher Burgstall. Siehe auch: Burgstall Schwarze Geis                                                            | D-4-5734-0001 |      |
| Steinberg (Standort) | Mittelalterlicher Burgstall.                                                                                                | D-4-5734-0002 |      |
| Steinberg (Standort) | Befunde des Mittelalters und der frühen Neuzeit im Bereich der alten Katholischen Pfarrkirche St. Pankratius von Steinberg. | D-4-5734-0142 |      |